# Fizeșu Gherlii
Fizeșu Gherlii (in ungherese Ördöngösfüzes) è un comune della Romania di 2 664 abitanti, ubicato nel distretto di Cluj, nella regione storica della Transilvania.
Il comune è formato dall'unione di 4 villaggi: Bonț, Fizeșu Gherlii, Nicula, Săcălaia.

## Monumenti e luoghi d'interesse
- Monastero di Nicula